# Homat el Diyar
Homat el Diyar (Čuvari domovine) sirijska je nacionalna himna. Stihove je napisao Khalil Mardam Bey (1895. – 1959.), a glazbu skladao Mohammed Flayfel (1899. – 1985.).

## Text na arapskom
حـماةَ الـديارِ عليكمْ سـلامْ

أبَتْ أنْ تـذِلَّ النفـوسُ الكرامْ

عـرينُ العروبةِ بيتٌ حَـرام

وعرشُ الشّموسِ حِمَىً لا يُضَامْ

ربوعُ الشّـآمِ بـروجُ العَـلا

تُحاكي السّـماءَ بعـالي السَّـنا

فأرضٌ زهتْ بالشّموسِ الوِضَا

سَـماءٌ لَعَمـرُكَ أو كالسَّـما
رفيـفُ الأماني وخَفـقُ الفؤادْ

عـلى عَـلَمٍ ضَمَّ شَـمْلَ البلادْ

أما فيهِ منْ كُـلِّ عـينٍ سَـوادْ

ومِـن دمِ كـلِّ شَـهيدٍ مِـدادْ؟

نفـوسٌ أبـاةٌ ومـاضٍ مجيـدْ

وروحُ الأضاحي رقيبٌ عَـتيدْ

فمِـنّا الوليـدُ و مِـنّا الرّشـيدْ

فلـمْ لا نَسُـودُ ولِمْ لا نشـيد؟

## Romanizirani tekst
Humath al diari aleikum salam

Abt aan tozala al nafusu al kiram

Aareiunu al urubthi beyton haram

Wa Aarshu al shumusu himan la yudam

Robughu al shami buruju al Aala

Tohaki al suma'a bia'ali alsana

Fa ardon za het bilshumus al widaa'a

Samaon lamroka ou ka sama

Rafifu alamani wakhafuq alfuad

Aala aalamen duma shamla al bilad

Ama fihi min kul ain suwad

Wamin dami kuli shahydin midad

Noufuson ubaton wa madin magid

Wa ruhu al adahi raqibon aatid

Fa minna al walidu wa minna al rashid

Fa lem la nasudu wa lem la nasheed